# Eparchia di Miskolc
L'eparchia di Miskolc (in latino: Eparchia Miskolcensis) è una sede della Chiesa greco-cattolica ungherese suffraganea dell'arcieparchia di Hajdúdorog. Nel 2021 contava 48.000 battezzati. È retta dall'eparca Atanáz Orosz.

## Territorio
L'eparchia estende la sua giurisdizione su tutti i fedeli greco-cattolici residenti nelle contee ungheresi di Borsod-Abaúj-Zemplén e di Heves, nel nord-est dell'Ungheria.
Sede eparchiale è il comune di Múcsony, mentre a Miskolc sorge la cattedrale dell'Assunzione di Maria.
Il territorio è suddiviso in 64 parrocchie, raggruppate in due arcidiaconati e sei decanati.

## Storia
L'esarcato apostolico è stato eretto il 4 giugno 1924, accorpando in un'unica giurisdizione ecclesiastica 22 parrocchie delle eparchie di Prešov (oggi arcieparchia) e di Mukačevo, che, in seguito al trattato del Trianon del 1920, venivano ora a trovarsi all'interno dei confini della nuova Ungheria.
Nel 1972 la sede dell'esarca è stata trasferita a Múcsony.
Il 5 marzo 2011 in forza del decreto Ut aptius spirituali della Congregazione per le Chiese Orientali ha incorporato 29 parrocchie che fino ad allora erano appartenute all'eparchia di Hajdúdorog (oggi arcieparchia).
Il 19 marzo 2015, in forza della bolla Qui successimus di papa Francesco, l'esarcato apostolico è stato elevato al grado di eparchia, che contestualmente è stata resa suffraganea dell'arcieparchia di Hajdúdorog.

## Cronotassi
- Antal Papp † (14 luglio 1924 - 24 dicembre 1945 deceduto)
- Miklós Dudás, O.S.B.M. † (14 ottobre 1946 - 15 luglio 1972 deceduto)
  - Sede vacante (1972-1975)
- Imre Timkó † (7 gennaio 1975 - 30 marzo 1988 deceduto)
  - Sede vacante (1988-2011)[2]
- Atanáz Orosz, dal 5 marzo 2011

## Statistiche
L'eparchia nel 2021 contava 48.000 battezzati.
| anno | popolazione | popolazione | popolazione | presbiteri | presbiteri | presbiteri | presbiteri                | diaconi | religiosi | religiosi | parrocchie |
| anno | battezzati  | totale      | %           | numero     | secolari   | regolari   | battezzati per presbitero | diaconi | uomini    | donne     | parrocchie |
| ---- | ----------- | ----------- | ----------- | ---------- | ---------- | ---------- | ------------------------- | ------- | --------- | --------- | ---------- |
| 1969 | 24.100      | 950.000     | 2,5         | 31         | 30         | 1          | 777                       |         | 1         |           | 27         |
| 1980 | 22.800      | ?           | ?           | 28         | 28         |            | 814                       |         |           |           | 29         |
| 1990 | 22.000      | ?           | ?           | 30         | 30         |            | 733                       |         |           |           | 29         |
| 1999 | 25.000      | ?           | ?           | 34         | 34         |            | 735                       |         |           |           | 30         |
| 2000 | 25.000      | ?           | ?           | 34         | 34         |            | 735                       |         |           |           | 31         |
| 2001 | 25.000      | ?           | ?           | 35         | 35         |            | 714                       |         |           |           | 31         |
| 2002 | 25.000      | ?           | ?           | 30         | 30         |            | 833                       |         |           |           | 31         |
| 2003 | 19.948      | ?           | ?           | 28         | 26         | 2          | 712                       |         | 2         |           | 31         |
| 2004 | 19.948      | ?           | ?           | 37         | 35         | 2          | 539                       |         | 2         |           | 31         |
| 2009 | 20.000      | ?           | ?           | 31         | 31         |            | 645                       |         |           |           | 30         |
| 2013 | 56.200      | ?           | ?           | 70         | 70         |            | 802                       |         |           |           | 62         |
| 2016 | 50.000      | ?           | ?           | 70         | 70         |            | 714                       | 1       |           | 1         | 62         |
| 2019 | 49.000      | ?           | ?           | 71         | 71         |            | 690                       | 2       |           | 2         | 64         |
| 2021 | 48.000      | ?           | ?           | 67         | 67         |            | 716                       | 2       |           | 1         | 64         |